# Aeroportul Morawa
Aeroportul Morawa (IATA: MWB, ICAO: YMRW) este un aeroport din Australia de Vest, Australia.
Situat la o altitudine de 273 m, aeroportul dispune de o singură pistă. Este operat de Shire of Morawa⁠(d).